# Гленкор
„Гленкор Интернешънъл“ АГ (на немски: Glencore International AG, абревиатура от Global Energy Commodities and Resources – Глобални енергетични стоки и ресурси), или само „Гленкор“, е компания със седалище в Цуг, Швейцария.
Занимава се главно с международна търговия с комодити – нефт, природен газ, метали, захар, зърно, но също и с добив на метали (сребро, мед, желязо) и диаманти.